# 贊比托

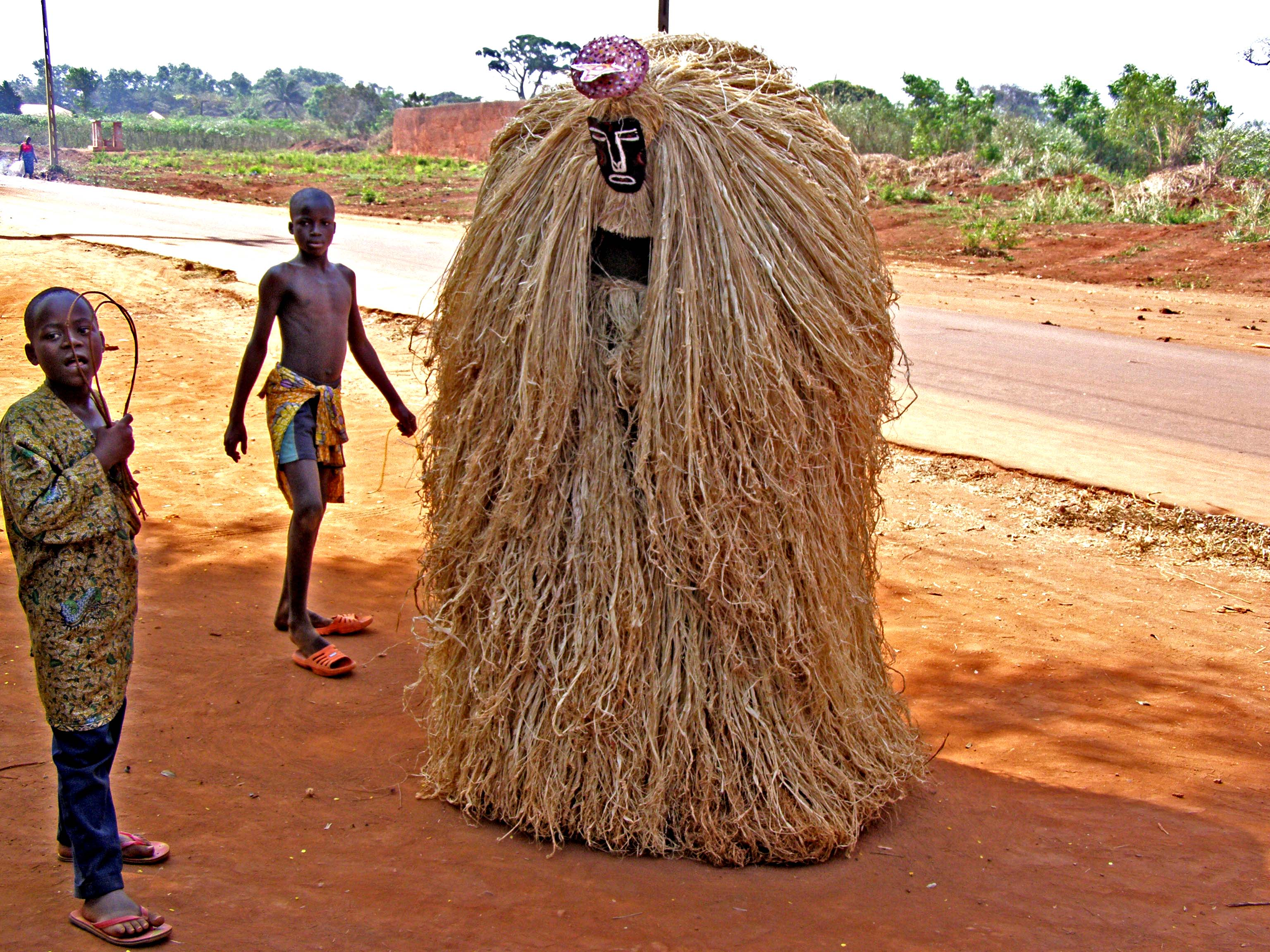
贊比托外觀

贊比托（英語：Zangbeto）是贝宁、多哥及奈及利亞奧古人或埃貢人的傳統伏都教夜之守護者。作為一種傳統的守衛和保安之傳統，贊比托充滿著對律法和命令的維持，並確保奧古族群的安全和保障。他們備受尊崇，是一支非官方的警察部隊，在街上巡邏（尤其是夜間）、監察人們及其財產、追蹤疑犯，並把他們交予族群處罰。贊比托起初是用以嚇退敵人，他們會遊走於大街小巷，偵查盜賊和女巫，並保護法律和命令。

## 概述
鑒於在奧古族群中維持治安（local vigilantism）及社區治安（community policing）的重要文化作用，「贊比托」一詞在Gun語中解作「夜之人」或「守夜人」。
贊比托的外殻以一團錯綜複雜的小乾草、拉菲亞樹葉或其他線狀物料製成，這些材料有時候或會被染得富有色彩。他們能夠進入一種恍惚的狀態中—根據傳統，這種狀態能使他們的軀體被擁有人類行為特殊知識的靈魂所容身。然而，奧古傳說記載，裝束下並無人類，只有夜靈。
在奧古文化中，贊比托是他們族群中的傳統保安或員警。有指他們要構建一個只能讓贊比托或伏都教崇拜者和虔誠信徒參與的秘密社團。民間認為贊比托具備靈力和魔法能力，例如能吞下玻璃碎而不受任何傷害，甚或嚇走女巫。據說在一種恍惚狀態下，贊比托喚起了一種早在人類出現之前便於地球上存在的力量，為奧古人提供智慧和延續的泉源。
在西非的不同奧古族群中，當地人民定期會舉行圍繞贊比托的節日，而這些節日均是精心製作的。較為流行的節日於貝寧共和國波多诺伏及尼日利亞拉哥斯舉行。這些節日由色彩繽紛的展品、激動人心的表演及魔術所構成。

### 引用
1. ↑  Okunola & Ojo 2013，第199–220頁.
2. ↑  VoA.
3. 1 2  Okure 2016，第10–30頁.
4. ↑  Hunsu 2011.
5. ↑  Butler 2006，第32頁.
6. ↑  Images 2020.
7. ↑  New York Post/AP 2018.
8. ↑  Olukoya 2018.

## 外部連結
- YouTube上的贊比托影片 （页面存档备份，存于）